# Spreewaldheide
Spreewaldheide (dolnołuż. Błośańska Góla) – gmina w Niemczech w kraju związkowym Brandenburgia, w powiecie Dahme-Spreewald, wchodzi w skład urzędu Lieberose/Oberspreewald.